# Xavier d'Iribarne
Pour les articles homonymes, voir Iribarne.
Xavier d’Iribarne, né le 7 mai 1911 à Saint-Palais (Pyrénées-Atlantiques) et mort le 29 juillet 2010 à Saint-Martin-de-Hinx (Landes) est un ingénieur de l'aéronautique connu pour ses travaux chez Dassault Aviation.

## Biographie

### Avant la Seconde Guerre mondiale
Xavier d’Iribarne effectue ses études au collège Moncade-Jeanne d'Arc à Orthez, puis au collège de l'Immaculée-Conception à Pau et au lycée Bossuet à Paris. Il entre ensuite à l'École Centrale des Arts et Manufactures,,.
En 1936 il entreprend une carrière dans l'aéronautique chez Marcel Bloch où il travaille sur le MB.131 puis sur la série MB.170 à MB.178. Cette même année l'industrie aéronautique est nationalisée et l'entreprise devient une filiale de la SNCASO,.

### Seconde Guerre mondiale
En 1940 d'Iribarne se porte volontaire et commande un escadron de chars.
Il revient alors à la SNCASO au « bureau d'études national » qui s'installe en zone libre à Cannes en mars 1941 dans les locaux de la SNCASE qui a arrêté ses activités dans l'aéronautique.
En 1942 l'Allemagne et l'Italie occupent le sud-est de la France, exerçant une forte tutelle sur l'entreprise. Sous la menace du service du travail obligatoire d'Iribarne décide avec Henri Deplante, Daniel Rastel et Bention Grebelsky de partir en Espagne en 1943. D'abord interné, il rejoint les Forces Françaises Libres en Algérie où il est intégré dans la 1re division blindée où il participera au débarquement de Provence et à la campagne Rhin et Danube.

### Après-guerre
Son retour à la vie civile se fait en 1946 dans ce qui est devenu la Société des Avions Marcel Dassault où il supervise le bureau d'études série et la fabrication du MD450 Ouragan dans la nouvelle usine de Mérignac (Gironde). Par la suite cet établissement sortira les Mystère II et Mystère IV puis le Mirage III.
En 1957 d'Iribarne est nommé directeur de l'établissement de Saint-Cloud puis directeur général adjoint chargé de la production de 1972 à 1986. À partir de 1987 il est conseiller auprès du Président-directeur général et membre du comité de direction.
De 1981 à 1983 il est également administrateur de l’Office national d'études et de recherches aérospatiales (ONERA).
Il prend sa retraite en 1990.

## Distinctions[1],[2],[3]
- Officier dans l'Ordre national de la Légion d'honneur
- Commandeur de l'Ordre national du Mérite
- Croix de guerre 1939-1945
- Médaille des évadés
- Médaille Bronze Star
- Médaille de l'Aéronautique

## Liens
- Notice dans un dictionnaire ou une encyclopédie généraliste :   - Who's Who in France